# Ядраново
45°10′ пн. ш. 14°41′ сх. д. / 45.16° пн. ш. 14.68° сх. д.Ядраново
Я́драново (хорв. Jadranovo) — населений пункт у Хорватії, у Приморсько-Горанській жупанії у складі міста Цриквениця.

## Населення
Населення за даними перепису 2011 року становило 1224 осіб.
Динаміка чисельності населення поселення:

## Клімат
Середня річна температура становить 14,39 °C, середня максимальна – 26,92 °C, а середня мінімальна – 2,50 °C. Середня річна кількість опадів – 1172 мм.
| Клімат поселення                              | Клімат поселення | Клімат поселення | Клімат поселення | Клімат поселення | Клімат поселення | Клімат поселення | Клімат поселення | Клімат поселення | Клімат поселення | Клімат поселення | Клімат поселення | Клімат поселення | Клімат поселення |
| Показник                                      | Січ.             | Лют.             | Бер.             | Квіт.            | Трав.            | Черв.            | Лип.             | Серп.            | Вер.             | Жовт.            | Лист.            | Груд.            |                  |
| Середній максимум, °C                         | 9,55             | 10,13            | 13,05            | 15,93            | 20,93            | 24,95            | 26,93            | 26,80            | 22,55            | 18,15            | 13,30            | 10,30            |                  |
| Середня температура, °C                       | 6,00             | 6,58             | 9,53             | 12,43            | 17,35            | 21,40            | 23,80            | 23,70            | 19,43            | 15,03            | 10,18            | 7,20             |                  |
| Середній мінімум, °C                          | 2,50             | 3,08             | 5,98             | 8,88             | 13,78            | 17,88            | 20,70            | 20,60            | 16,33            | 11,93            | 7,08             | 4,08             |                  |
| Норма опадів, мм                              | 91               | 74               | 76               | 77               | 84               | 88               | 48               | 69               | 145              | 157              | 149              | 114              |                  |
| Середньомісячна швидкість вітру, м/с          | 2.83             | 3.00             | 3.00             | 2.85             | 2.60             | 2.40             | 2.48             | 2.45             | 2.53             | 2.78             | 3.10             | 3.08             |                  |
| Середньомісячна сонячна радіація, кДж/м²·день | 4455             | 7206             | 10608            | 15160            | 19423            | 21248            | 22570            | 19528            | 14242            | 9138             | 4878             | 3760             |                  |
| --------------------------------------------- | ---------------- | ---------------- | ---------------- | ---------------- | ---------------- | ---------------- | ---------------- | ---------------- | ---------------- | ---------------- | ---------------- | ---------------- | ---------------- |
| Джерело:                                      |                  |                  |                  |                  |                  |                  |                  |                  |                  |                  |                  |                  |                  |